# Chilesaurus diegosuarezi
Chilesaurus diegosuarezi es la única especie conocida del género extinto Chilesaurus de dinosaurio que vivió durante el Jurásico Superior, hace 150-146 millones de años en lo que es hoy Sudamérica. Sus fósiles fueron descubiertos en la localidad de Mallín Grande, comuna de Chile Chico, región de Aysén, en Chile. Al momento de su descripción, se le consideró uno de los escasos terópodos herbívoros conocidos por fuera de los celurosaurios. Tiene una inusual combinación de rasgos de terópodos, ornitisquios, y sauropodomorfos, por lo que este género tiene importantes implicaciones para el entendimiento de la evolución de los dinosaurios, tales como la división tradicional entre saurisquios-ornitisquios o como apoyo a la propuesta alternativa del grupo Ornithoscelida. Según los fósiles encontrados en la Formación Toqui, Chilesaurus coexistió con otro terópodo de tamaño pequeño, crocodiliformes basales, y dinosaurios saurópodos tanto diplodócidos como titanosaurianos y, posiblemente, brachiosáuridos.

## Descripción

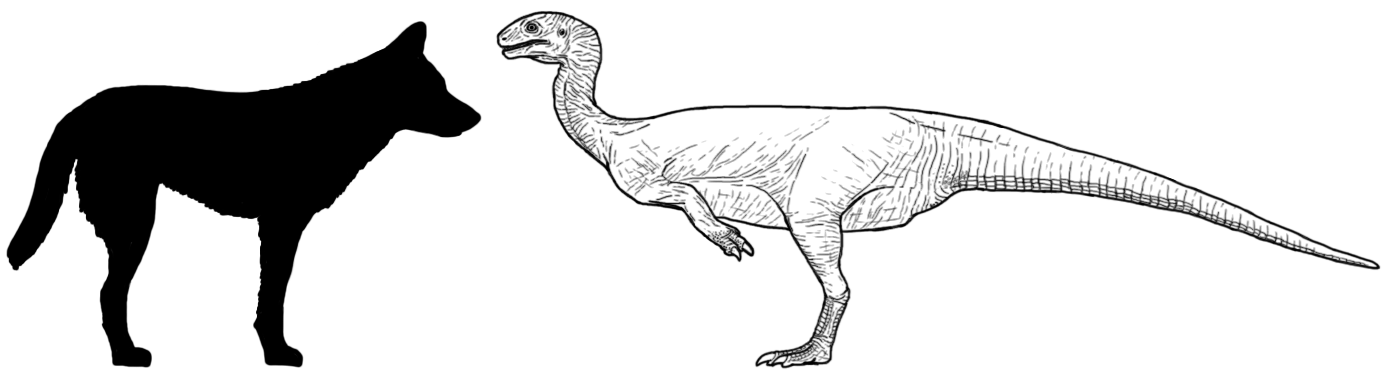
Chilesaurus comparado con un lobo, tamaño basado en el holotipo.

Chilesaurus medía unos 3,2 metros de la nariz a la cola. La pequeña cabeza tiene dientes pequeños, en forma de espátula apuntando oblicuamente hacia delante. Esta dentición, única en los terópodos, es típica de un herbívoro, indicando que Chilesaurus se alimentaba de plantas, una adaptación muy inusual en terópodos, ya que la mayoría eran carnívoros.

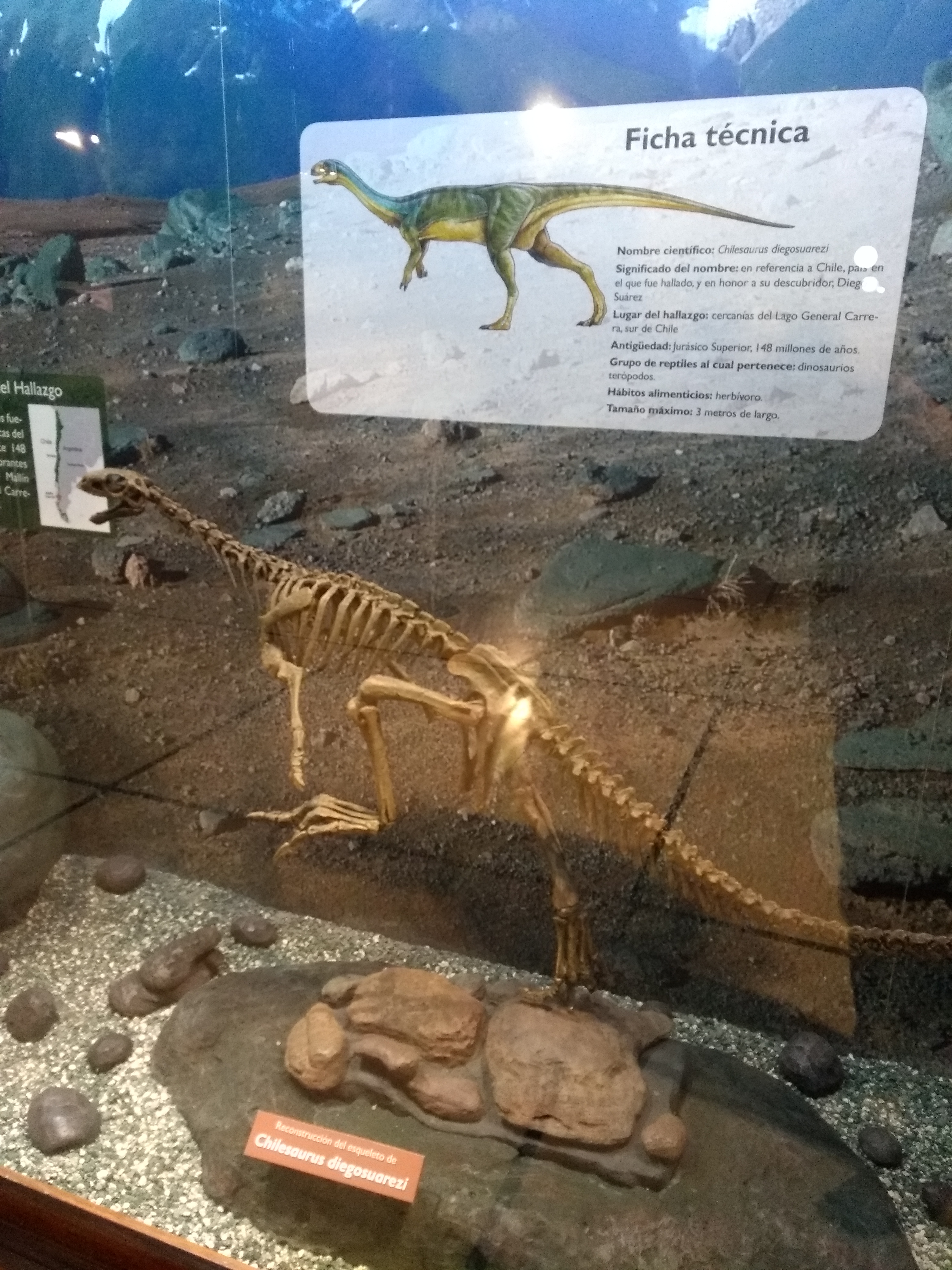
Espécimen en exhibición en el Museo Argentino de Ciencias Naturales (Buenos Aires)

Otra adaptación para comer plantas, es que el hueso púbico en la pelvis apunta hacia atrás. Tal disposición de la pelvis es típica en ornitisquios, por lo cual en un principio se creyó que parte de los fósiles de Chilesaurus pertenecían a este clado. Los miembros posteriores de Chilesaurus se habían vuelto menos adaptados a correr, como se muestra por una pequeña cresta cnemial en la parte superior frontal de la tibia, y un amplio pie, con un primer dedo de soporte del peso. Chilesaurus podría defenderse con un brazo robusto, provisto de dos garras, la primera grande y muy extendida, al igual que los sauropodomorfos basales.

## Descubrimiento e investigación

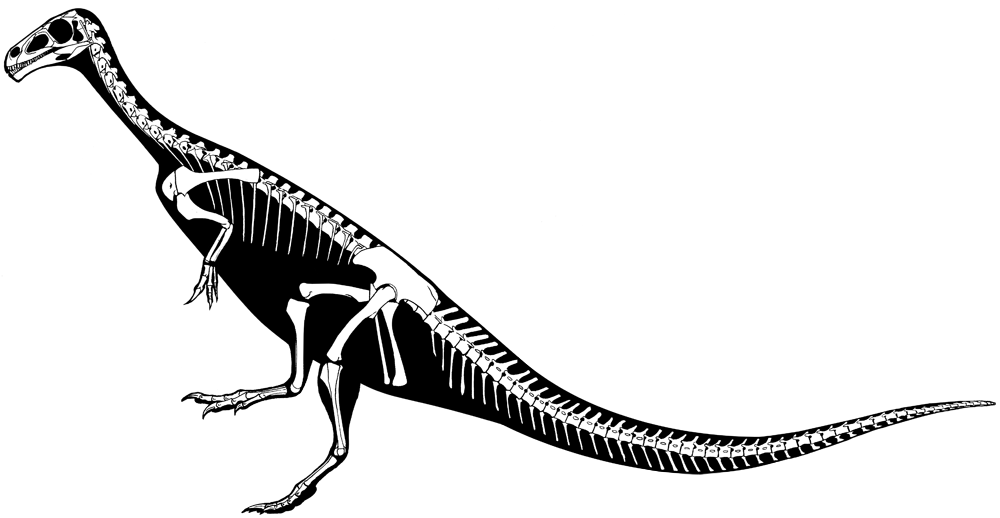
Reconstrucción del esqueleto.

Los primeros fósiles de Chilesaurus, una vértebra y una costilla, se descubrieron el 4 de febrero de 2004 en la localidad de Mallín Grande, comuna de Chile Chico, por el —en ese entonces— niño de siete años Diego Suárez, que acompañaba a sus padres, los geólogos Manuel Suárez y Rita de la Cruz. En 2008 se descubrieron nuevos especímenes, pero se creyó que pertenecían a varias especies de dinosaurio diferentes. Solo más tarde fue cuando se dieron cuenta de que pertenecían a la misma especie con una extraña combinación de rasgos. En 2015, la especie tipo, Chilesaurus diegosuarezi, fue nombrada y descrita por el paleontólogo argentino Fernando Novas y sus colaboradores. El nombre del género hace referencia a Chile y el nombre específico honra a Diego Suárez.
El holotipo, SNGM-1935, se encontró en una capa de la Formación Toqui, que data de finales del Titoniense. Se compone de un esqueleto de un individuo juvenil bastante completo y articulado, con el cráneo, pero que carece de los pies y la mayoría de la cola. Se han establecido paratipos con otros cuatro esqueletos parciales (especímenes SNGM-1937, SNGM-1936, SNGM-1938, SNGM-1888) y varios huesos individuales (especímenes SNGM-1889, SNGM-1895, SNGM-1901 SNGM-1894, SNGM-1898, SNGM-1900 y SNGM-1903), que representan individuos juveniles y adultos.
En septiembre de 2017 el holotipo fue trasladado desde el Sernageomin, y hoy está alojado en el Museo Nacional de Historia Natural de Chile. Desde noviembre de 2017, estos restos fósiles fueron exhibidos por primera vez al público en la exposición temporal del MNHN «Dinosaurios, más allá de la extinción». En la muestra también se mostró el fósil original de Pelagornis chilensis. Otros fragmentos de uno de los esqueletos fosilizados del Chilesaurus (húmero y falange ungueal del dedo pulgar) se pueden apreciar en la exhibición permanente regional del Museo Regional de Aysén en la ciudad de Coyhaique.

## Clasificación

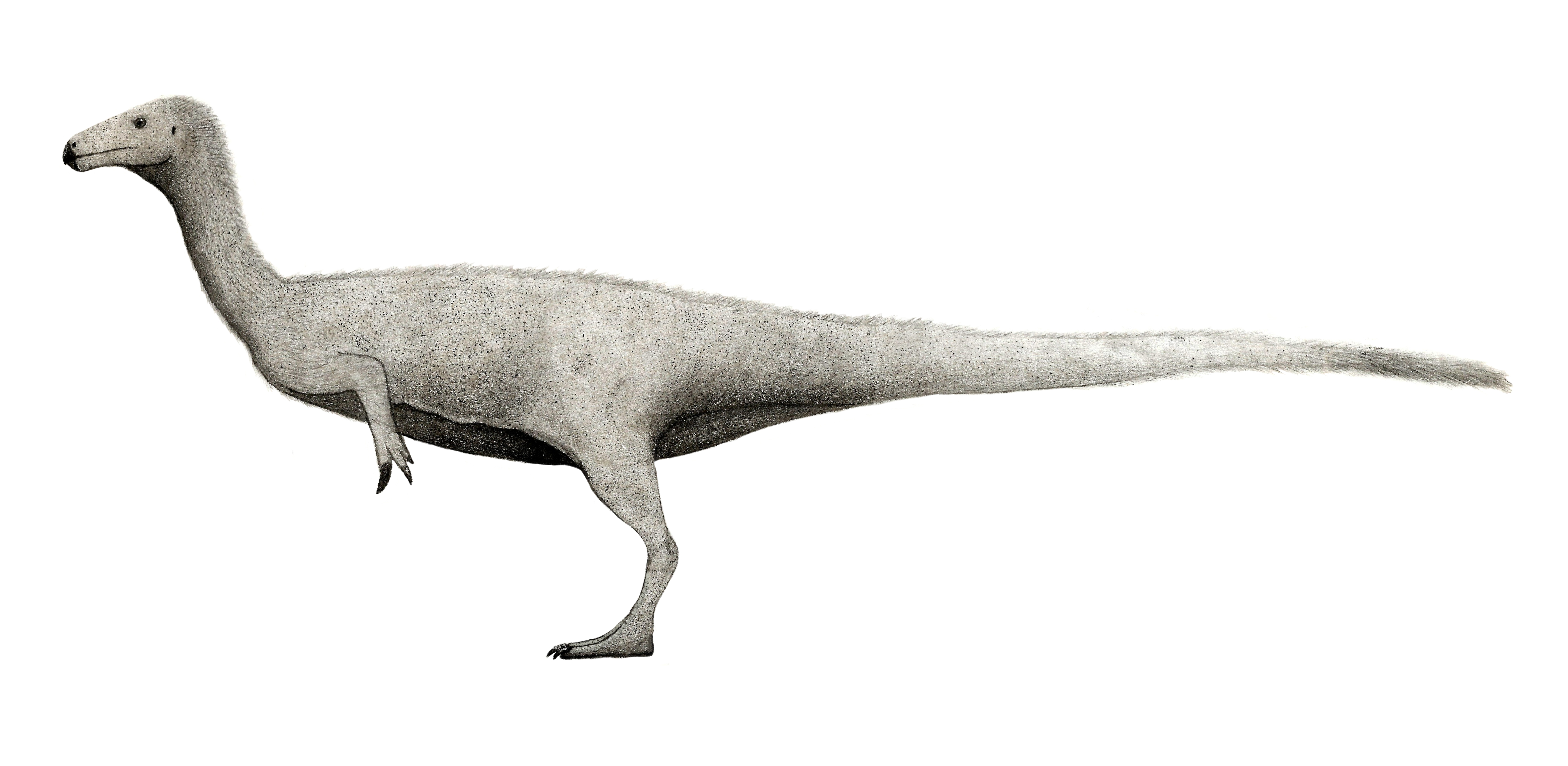
Recreación en vida especulativa.

Chilesaurus fue ubicado originalmente en una posición basal del clado Tetanurae, entre los terópodos. Este género muestra una confusa mezcla de rasgos normalmente presente en celurosaurios, sauropodomorfos basales y ornitisquios. Una clasificación alternativa propuesta por Baron y Barrett en 2017 indica que Chilesaurus podría ser un ornitisquio basal, y los ornitisquios a su vez serían más cercanos a los terópodos que a los sauropodomorfos, formando un grupo conocido como Ornithoscelida. Menos de un año después, Müller et al. en 2018 publicaron una respuesta a Baron & Barrett de 2017, argumentando que su conjunto de datos filogenéticos en realidad sugería que Chilesaurus era un sauropodomorfo basal en lugar de un ornitisquio. Baron & Barrett se acercó a Müller et al., para informarles que habían publicado accidentalmente una versión temprana defectuosa de su conjunto de datos con muchos rasgos calificados incorrectamente, y que sus resultados originales se basaron en un conjunto de datos finales editados. Corrigieron su publicación original y proporcionaron el conjunto de datos final a Müller et al., Quienes estuvieron de acuerdo en que apoyaba la ubicación de Chilesaurus en Ornithischia como argumentaron Baron & Barrett de 2017. Sin embargo, Müller et al. también señalaron que Baron & Barrett no probó la propuesta original de Chilesaurus como terópodo, y que su clasificación aún era incierta. Baron & Barrett no estuvo de acuerdo, indicando cómo se recuperó Chilesaurus como ornitisquio independientemente de los parámetros utilizados en los análisis, y que la incertidumbre alegada por Müller et al. fue el resultado del conjunto de datos erróneos que se les proporcionó a esos autores. Baron & Barrett también señalan que Chilesaurus es crucial para su hallazgo de Ornithoscelida, una nueva hipótesis de la evolución de los dinosaurios que coloca a los terópodos con ornitisquios en lugar de sauropodomorfos.

### Filogenia
El siguiente cladograma ilustra la taxonomía propuesta en la descripción original de Chilesaurus.
|  | Megalosauroidea                                                 |
|  |                                                                 |
|  | \| \| Allosauroidea \| \| \| \| \| \| Coelurosauria \| \| \| \| |
|  |                                                                 |
|  | Allosauroidea                                                   |
|  |                                                                 |
|  | Coelurosauria                                                   |
|  |                                                                 |

|  | Allosauroidea |
|  |               |
|  | Coelurosauria |
|  |               |

|  | Megalosauroidea                                                 |
|  |                                                                 |
|  | \| \| Allosauroidea \| \| \| \| \| \| Coelurosauria \| \| \| \| |
|  |                                                                 |
|  | Allosauroidea                                                   |
|  |                                                                 |
|  | Coelurosauria                                                   |
|  |                                                                 |

|  | Allosauroidea |
|  |               |
|  | Coelurosauria |
|  |               |

|  | Megalosauroidea                                                 |
|  |                                                                 |
|  | \| \| Allosauroidea \| \| \| \| \| \| Coelurosauria \| \| \| \| |
|  |                                                                 |
|  | Allosauroidea                                                   |
|  |                                                                 |
|  | Coelurosauria                                                   |
|  |                                                                 |

|  | Allosauroidea |
|  |               |
|  | Coelurosauria |
|  |               |

|  | Megalosauroidea                                                 |
|  |                                                                 |
|  | \| \| Allosauroidea \| \| \| \| \| \| Coelurosauria \| \| \| \| |
|  |                                                                 |
|  | Allosauroidea                                                   |
|  |                                                                 |
|  | Coelurosauria                                                   |
|  |                                                                 |

|  | Allosauroidea |
|  |               |
|  | Coelurosauria |
|  |               |

|  | Megalosauroidea                                                 |
|  |                                                                 |
|  | \| \| Allosauroidea \| \| \| \| \| \| Coelurosauria \| \| \| \| |
|  |                                                                 |
|  | Allosauroidea                                                   |
|  |                                                                 |
|  | Coelurosauria                                                   |
|  |                                                                 |

|  | Allosauroidea |
|  |               |
|  | Coelurosauria |
|  |               |

|  | Megalosauroidea                                                 |
|  |                                                                 |
|  | \| \| Allosauroidea \| \| \| \| \| \| Coelurosauria \| \| \| \| |
|  |                                                                 |
|  | Allosauroidea                                                   |
|  |                                                                 |
|  | Coelurosauria                                                   |
|  |                                                                 |

|  | Allosauroidea |
|  |               |
|  | Coelurosauria |
|  |               |

|  | Megalosauroidea                                                 |
|  |                                                                 |
|  | \| \| Allosauroidea \| \| \| \| \| \| Coelurosauria \| \| \| \| |
|  |                                                                 |
|  | Allosauroidea                                                   |
|  |                                                                 |
|  | Coelurosauria                                                   |
|  |                                                                 |

|  | Allosauroidea |
|  |               |
|  | Coelurosauria |
|  |               |

|  | Megalosauroidea                                                 |
|  |                                                                 |
|  | \| \| Allosauroidea \| \| \| \| \| \| Coelurosauria \| \| \| \| |
|  |                                                                 |
|  | Allosauroidea                                                   |
|  |                                                                 |
|  | Coelurosauria                                                   |
|  |                                                                 |

|  | Allosauroidea |
|  |               |
|  | Coelurosauria |
|  |               |

|  | Megalosauroidea                                                 |
|  |                                                                 |
|  | \| \| Allosauroidea \| \| \| \| \| \| Coelurosauria \| \| \| \| |
|  |                                                                 |
|  | Allosauroidea                                                   |
|  |                                                                 |
|  | Coelurosauria                                                   |
|  |                                                                 |

|  | Allosauroidea |
|  |               |
|  | Coelurosauria |
|  |               |

|  | Megalosauroidea                                                 |
|  |                                                                 |
|  | \| \| Allosauroidea \| \| \| \| \| \| Coelurosauria \| \| \| \| |
|  |                                                                 |
|  | Allosauroidea                                                   |
|  |                                                                 |
|  | Coelurosauria                                                   |
|  |                                                                 |

|  | Allosauroidea |
|  |               |
|  | Coelurosauria |
|  |               |

|  | Megalosauroidea                                                 |
|  |                                                                 |
|  | \| \| Allosauroidea \| \| \| \| \| \| Coelurosauria \| \| \| \| |
|  |                                                                 |
|  | Allosauroidea                                                   |
|  |                                                                 |
|  | Coelurosauria                                                   |
|  |                                                                 |

|  | Allosauroidea |
|  |               |
|  | Coelurosauria |
|  |               |

|  | Megalosauroidea                                                 |
|  |                                                                 |
|  | \| \| Allosauroidea \| \| \| \| \| \| Coelurosauria \| \| \| \| |
|  |                                                                 |
|  | Allosauroidea                                                   |
|  |                                                                 |
|  | Coelurosauria                                                   |
|  |                                                                 |

|  | Allosauroidea |
|  |               |
|  | Coelurosauria |
|  |               |

|  | Megalosauroidea                                                 |
|  |                                                                 |
|  | \| \| Allosauroidea \| \| \| \| \| \| Coelurosauria \| \| \| \| |
|  |                                                                 |
|  | Allosauroidea                                                   |
|  |                                                                 |
|  | Coelurosauria                                                   |
|  |                                                                 |

|  | Allosauroidea |
|  |               |
|  | Coelurosauria |
|  |               |

|  | Megalosauroidea                                                 |
|  |                                                                 |
|  | \| \| Allosauroidea \| \| \| \| \| \| Coelurosauria \| \| \| \| |
|  |                                                                 |
|  | Allosauroidea                                                   |
|  |                                                                 |
|  | Coelurosauria                                                   |
|  |                                                                 |

|  | Allosauroidea |
|  |               |
|  | Coelurosauria |
|  |               |

|  | Megalosauroidea                                                 |
|  |                                                                 |
|  | \| \| Allosauroidea \| \| \| \| \| \| Coelurosauria \| \| \| \| |
|  |                                                                 |
|  | Allosauroidea                                                   |
|  |                                                                 |
|  | Coelurosauria                                                   |
|  |                                                                 |

|  | Allosauroidea |
|  |               |
|  | Coelurosauria |
|  |               |

|  | Megalosauroidea                                                 |
|  |                                                                 |
|  | \| \| Allosauroidea \| \| \| \| \| \| Coelurosauria \| \| \| \| |
|  |                                                                 |
|  | Allosauroidea                                                   |
|  |                                                                 |
|  | Coelurosauria                                                   |
|  |                                                                 |

|  | Allosauroidea |
|  |               |
|  | Coelurosauria |
|  |               |

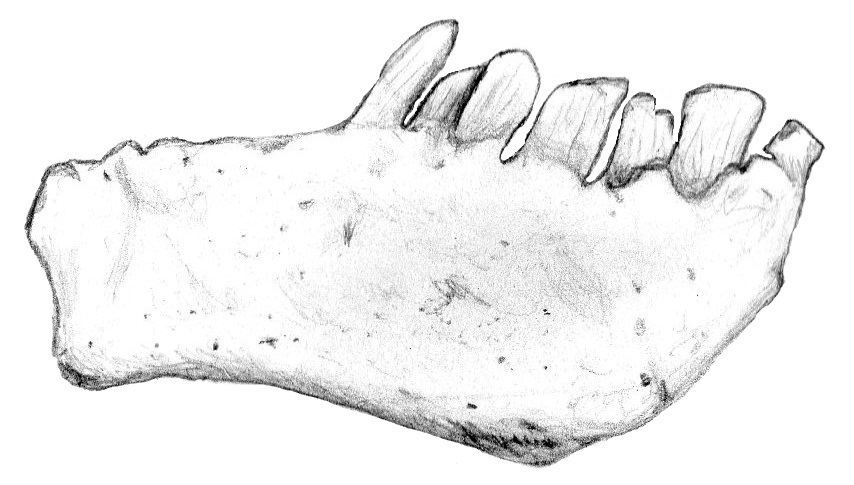
Ilustración del hueso dentario fósil con los dientes.

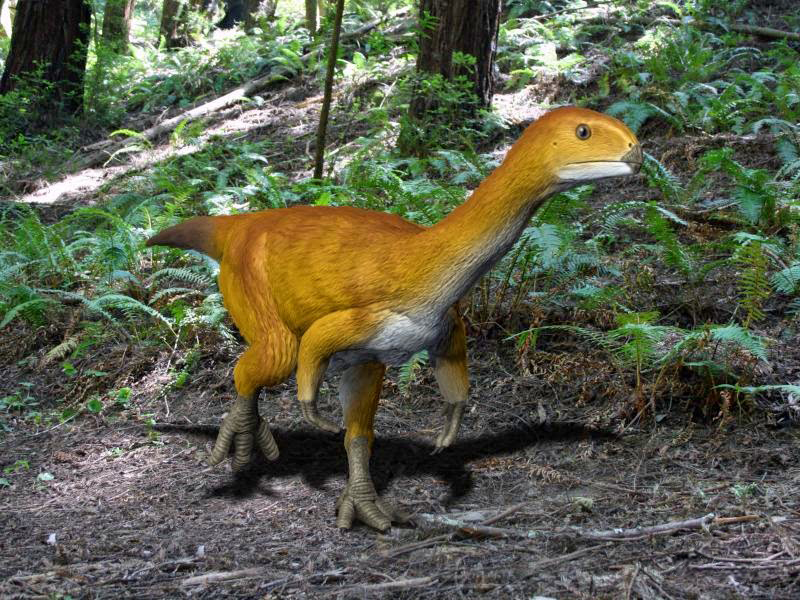
Recreación artística.

A continuación se muestra un cladograma con la clasificación de Chilesaurus como un ornitisquio.
|  | Herrerasauridae |
|  |                 |
|  | Sauropodomorpha |
|  |                 |

|  | Pisanosaurus                                                   |
|  |                                                                |
|  | \| \| Neornithischia \| \| \| \| \| \| Thyreophora \| \| \| \| |
|  |                                                                |
|  | Neornithischia                                                 |
|  |                                                                |
|  | Thyreophora                                                    |
|  |                                                                |

|  | Neornithischia |
|  |                |
|  | Thyreophora    |
|  |                |

|  | Pisanosaurus                                                   |
|  |                                                                |
|  | \| \| Neornithischia \| \| \| \| \| \| Thyreophora \| \| \| \| |
|  |                                                                |
|  | Neornithischia                                                 |
|  |                                                                |
|  | Thyreophora                                                    |
|  |                                                                |

|  | Neornithischia |
|  |                |
|  | Thyreophora    |
|  |                |

|  | Pisanosaurus                                                   |
|  |                                                                |
|  | \| \| Neornithischia \| \| \| \| \| \| Thyreophora \| \| \| \| |
|  |                                                                |
|  | Neornithischia                                                 |
|  |                                                                |
|  | Thyreophora                                                    |
|  |                                                                |

|  | Neornithischia |
|  |                |
|  | Thyreophora    |
|  |                |

|  | Pisanosaurus                                                   |
|  |                                                                |
|  | \| \| Neornithischia \| \| \| \| \| \| Thyreophora \| \| \| \| |
|  |                                                                |
|  | Neornithischia                                                 |
|  |                                                                |
|  | Thyreophora                                                    |
|  |                                                                |

|  | Neornithischia |
|  |                |
|  | Thyreophora    |
|  |                |

|  | Herrerasauridae |
|  |                 |
|  | Sauropodomorpha |
|  |                 |

|  | Pisanosaurus                                                   |
|  |                                                                |
|  | \| \| Neornithischia \| \| \| \| \| \| Thyreophora \| \| \| \| |
|  |                                                                |
|  | Neornithischia                                                 |
|  |                                                                |
|  | Thyreophora                                                    |
|  |                                                                |

|  | Neornithischia |
|  |                |
|  | Thyreophora    |
|  |                |

|  | Pisanosaurus                                                   |
|  |                                                                |
|  | \| \| Neornithischia \| \| \| \| \| \| Thyreophora \| \| \| \| |
|  |                                                                |
|  | Neornithischia                                                 |
|  |                                                                |
|  | Thyreophora                                                    |
|  |                                                                |

|  | Neornithischia |
|  |                |
|  | Thyreophora    |
|  |                |

|  | Pisanosaurus                                                   |
|  |                                                                |
|  | \| \| Neornithischia \| \| \| \| \| \| Thyreophora \| \| \| \| |
|  |                                                                |
|  | Neornithischia                                                 |
|  |                                                                |
|  | Thyreophora                                                    |
|  |                                                                |

|  | Neornithischia |
|  |                |
|  | Thyreophora    |
|  |                |

|  | Pisanosaurus                                                   |
|  |                                                                |
|  | \| \| Neornithischia \| \| \| \| \| \| Thyreophora \| \| \| \| |
|  |                                                                |
|  | Neornithischia                                                 |
|  |                                                                |
|  | Thyreophora                                                    |
|  |                                                                |

|  | Neornithischia |
|  |                |
|  | Thyreophora    |
|  |                |